# 아드미르 메흐메디
아드미르 메흐메디(알바니아어: Admir Mehmedi, 1991년 3월 16일, 고스티바르 ~ )는 스위스의 전 축구 선수로, 과거 세컨드 스트라이커, 중앙 공격수로 활약하였다.

## 유년 시절
아드미르 메흐메디는 당시 유고슬라비아 사회주의 연방 공화국의 일부였던, 마케도니아 공화국의 고스티바르 출신이다. 그는 알바니아 혈통을 지니고 있다. 그는 2세가 되었을 때 가족과 함께 마케도니아 공화국에서 스위스로 이민하였고, 이후 그는 인근 클럽인 벨린초나에 입단하였고, 이후 빈터투어로 이적하였고, 나중에 취리히가 그를 스카웃하였다. 2006년, 그는 취리히로 이주하였다. 메흐메디는 유소년 시스템을 거쳤으며 유망주로 지목받은 그는 2008년에 1군에 합류하였다.

## 클럽 경력

### 취리히
메흐메디는 17세의 나이에 취리히에서 성인 무대에 첫발을 내디뎠다. 2년 만에, 그는 1군 스쿼드에 포함되었고, 2010년이 되었을 때, 그는 주전을 꿰찼다. 그는 2008년 7월 20일에 성인팀 데뷔전을 소화하였고, 11경기에 출전하여 2골을 득점하였으며, 클럽의 데뷔 시즌에 스위스 슈퍼리그 우승 타이틀도 획득하였다.
2010년에 처음으로 1군이 된 메흐메디는 피지컬 능력을 지닌 스트라이커로 길을 잡았다. 상대 페널티 박스 내에서 움직임이 우수하며, 속도면에서 우수하였고, 기술적으로도 우수하였다. 취리히에서 활약하면서, 메흐메디는 19골을 넣고 9번의 골을 도왔다.
2012년, 1월 이적 시장에서, 메흐메디는 선덜랜드, 리버풀, 그리고 뉘른베르크 로부터 이적 제의를 받았다. 그러나, 메흐메디는 디나모 키예프로 이적하였다.

### 디나모 키예프
2012년 1월 13일, 아드미르 메흐메디는 5년 계약을 체결하여 취리히에서 디나모 키예프로 이적하였다. 키예프에서의 처음 한시즌 반의 기간 동안, 메흐메디는 주로 벤치에서 교체 투입되어 활약하였다. 더 많은 출전 시간을 얻어 스위스 국가대표팀 자리를 탈환하기 위해, 메흐메디는 분데스리가 클럽인 프라이부르크로 이적하였다.

### 프라이부르크
2013년 7월 11일, 메흐메디는 계약서에 프라이부르크는 영구 이적을 성사시킬 수 있다는 조건에 따라 선임대 조건으로 합류하였다. 프라이부르크의 임시 스포르팅 디렉터 클레멘즈 하텐바흐는 이적 진행에 대해 만족을 표하였다. 하텐바흐는 "그는 경기를 이해하고 공격적이며 다재다능한 선수이며, 이미 최고 수준의 경기를 치를 수 있다고 증명하였다." 라며 의견을 표하였다.
월드컵에서의 활약을 바탕으로 메흐메디는 프라이부르크로 완전 이적하였다.

## 국가대표팀 경력

### U-21 국가대표팀
메흐메디는 2011년 UEFA U-21 유럽 축구 선수권 대회 준우승을 차지한 스위스 U-21 국가대표팀의 주역이었다. 메흐메디는 이 대회에서 3골을 집어넣으며 실버슈를 받았고, UEFA U-21 유럽 축구 선수권 대회 토너먼트의 팀으로 선정되었다. 제르단 샤치리와 더불어, 메흐메디는 "스위스 축구의 미래"라는 수식어가 붙었다.

### 성인 국가대표팀
메흐메디는 잉글랜드와의 UEFA 유로 2012 예선전 경기에서 스위스 성인 국가대표팀으로 데뷔하였다. 메흐메디는 5-3으로 승리한 독일과의 경기에서 성인 국가대표 첫 골을 득점하였다. 스위스 국가대표팀은 당시 1956년 이래 독일을 단 한번도 이겨본 적이 없었다.

### 국가대표팀 득점 기록
아래의 점수에서 왼쪽의 점수가 스위스의 점수이다.
| #  | 날짜            | 경기장                         | 상대 | 점수 | 결과 | 대회     |
| -- | --------------- | ------------------------------ | ---- | ---- | ---- | -------- |
| 1. | 2012년 5월 26일 | 장크트 야콥 파크, 바젤, 스위스 | 독일 | 5–3  | 5–3  | 친선경기 |